# Förföljelse
Förföljelse är den systematiska negativa behandlingen av en annan individ eller grupp. De vanligaste typerna av förföljelse är religiös förföljelse, etnisk förföljelse och politisk förföljelse, ofta överlappar dessa typer av förföljelser varandra.